# Kriakutnoï
Kriakutnoï (en russe : Крякутной originellement Furtzel en russe : Фурцель) est un personnage de fiction russe du début du XVIIIe siècle, qui aurait inventé la montgolfière cinquante ans avant les frères Montgolfier.

## Découverte du manuscrit
Dans les années 1820, le célèbre collectionneur et faussaire Aleksandr Sulakadzev découvre un passage relatant un fait extraordinaire dans une chronique attribuée à un officier de police de Riazan. Il ne subsiste pas de manuscrit originel de la chronique, mais seulement l'extrait écrit par Sulakadzev lui-même.

### Le faussaire
Alexandr Soulakadzev, né en 1771 à Pehlets, dans la province de Riazan et mort le 3 septembre 1830 (15 septembre dans le calendrier grégorien), vraisemblablement à Saint-Pétersbourg, est un lieutenant à la retraite, un collectionneur de manuscrits et de documents historiques, un historien et un archéographe, connu pour ses nombreuses falsifications.

## Lecture du manuscrit
Le manuscrit de Sulakadzev a été publié pour la première fois en 1901 dans les termes suivants :
« 1731 года подьячий нерехтец Крякутной фурвин сделал как мяч большой, надул дымом поганым и вонючим, от него сделал петлю, сел в нее, и нечистая сила подняла его выше березы и после ударила о колокольню, но он уцепился за веревку, чем звонят, и так остался жив »
Traduction
« En 1731, le tabellion Kriakutnoï de Nerekhta [une ville proche de Kostroma] a fait un furvin [un mot inconnu d'autres sources, probablement le nom pour la montgolfière] ressemblant à un gros ballon, l'a gonflé avec de la fumée impure et malodorante, a fait une boucle, s'est mis dedans ; le diable l'a élevé au-dessus du bouleau, l'a cogné au clocher, mais il a réussi à s'accrocher à une corde de la cloche et ainsi, il a survécu. »
Plus loin, les chroniques prétendues disent, que pour cet acte de sorcellerie, l'inventeur aurait dû être exécuté, mais qu'il fut épargné et exilé au monastère Solovetski sous promesse de ne plus jamais voler.

## Interprétation
Le texte a été interprété comme la description de l'envol d'un ballon à air chaud et, si la chronique s'avère véridique, ce vol eut lieu cinquante ans avant celui des frères Montgolfier. Le manuscrit de Sulakadzev était connu dès les années 1900, mais a été « redécouvert » à l'époque soviétique et a été largement popularisé et utilisé pour revendiquer la primauté de la science russe en aéronautique.

## La falsification
Peu après, les historiens ont découvert que le manuscrit original a été falsifié.
Cette falsification semble avoir été le fait soit de Sulakadzev lui-même, soit de transcripteurs des années 1900. Si les faits sont cependant avérés, l'inventeur malchanceux du ballon à air chaud n'est pas le résident de Nerekhta, Kriakutnoï, mais bien un Allemand, baptisé dans le christianisme orthodoxe, ayant Furtzel comme nom de famille. Mais le manuscrit de Sulakadzev ne peut avoir le moindre crédit car il a beaucoup commis de contrefaçons et qu'il n'existe aucun autre document sur le vol. Cette probable fiction allemande aurait donc été russifiée pour rendre l'histoire plus patriotique.

### Modifications avérées
- Le mot « нерехтец » (résident de Nerekhta) remplace le mot « немец » (Allemand)
- Le mot « Крякутной » (Kriakutnoï) remplace le mot « крещёной » (baptisé)
- Le mot « Фурвин » (« furvin » ou probablement ballon) remplace le mot « Фурцель » (Furtzel)

## Références au vol

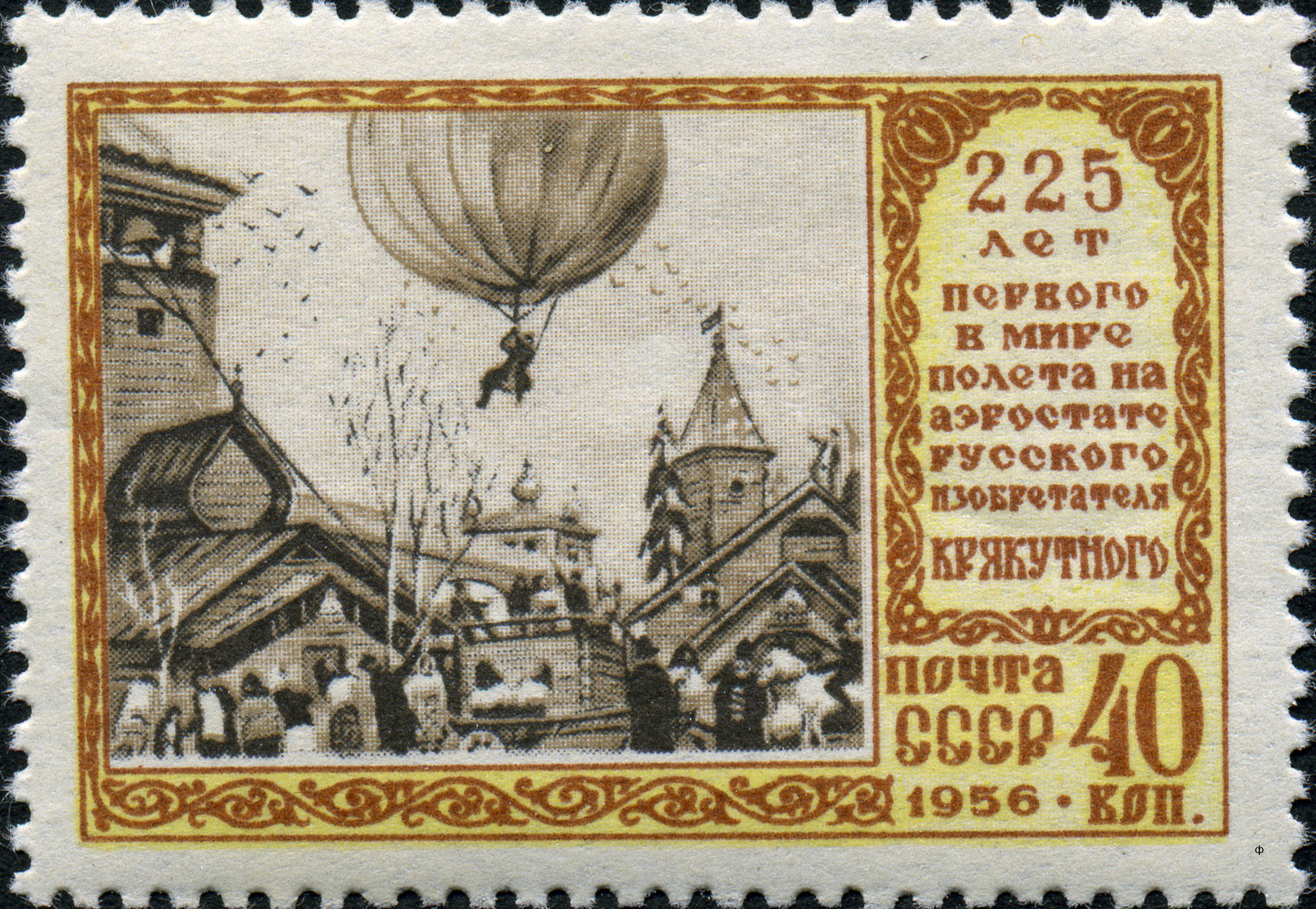
Timbre poste soviétique émis en 1956 pour célébrer le du premier vol humain en ballon à air chaud réalisé par Kriakutnoï.